# El Dorado World Tour
 (juin 2017).
Si vous disposez d'ouvrages ou d'articles de référence ou si vous connaissez des sites web de qualité traitant du thème abordé ici, merci de compléter l'article en donnant les références utiles à sa vérifiabilité et en les liant à la section « Notes et références ».
Tournées par Shakira
The Sun Comes Out World Tour
(2010–11) Las Mujeres Ya No Lloran World Tour 
(2025)
L'El Dorado World Tour est la sixième tournée mondiale de la chanteuse colombienne Shakira et sera organisée pour soutenir son onzième album de studio, El Dorado. Composé de 38 spectacles jusqu'à présent, la tournée se rendra en Europe et en Amérique du Nord avec des dates latino-américaines confirmées qui seront annoncées plus tard.
La tournée devrait commencer le 3 juin 2018 à Hambourg, au Barclaycard Arena. La tournée a été annoncée le 27 juin 2017 et sera sponsorisée par Rakuten.
Les concerts du 28 et 29 Aout à Los Angeles sont enregistrés pour une éventuelle sorti d'un DVD .
Le film du concert nommé Shakira in concert, el dorado  world tour filmé le 28 et 29 Aout à Los Angeles sera diffusé à partir du 13 novembre dans plus de 60 pays comme par exemple le Canada, USA, France, Brésil, Argentine, Allemagne...

## Set list
1. Estoy Aquí / ¿Dónde Estás Corazón?
2. She Wolf
3. Si Te Vas
4. Nada
5. Perro Fiel / El Perdón
6. Underneath Your Clothes
7. Me Enamoré
8. Inevitable
9. Chantaje
10. Whenever, Wherever
11. Tú
12. Amarillo
13. La Tortura
14. Antología
15. Can't Remember to Forget You
16. Loca / Rabiosa
17. La La La (Brazil 2014) / Waka Waka (This Time for Africa)

Encore:
1. Toneladas /  Je l’aime à mourir (dans les villes où la langue est le français)
2. Hips Don't Lie
3. La Bicicleta

## Performance commerciale
Les billets pour les 33 premières dates annoncées ont été mis en vente le 30 juin 2017, deux jours après une prévente Viber valable pour une seule journée. Live Nation et Citi ont également offert des préventes supplémentaires en cas de rééchelonnement, bien que la prévente de ce dernier ne soit valable que pour les représentations aux États-Unis. Shakira a également fait équipe avec Ticketmaster pour vendre des billets pour la tournée. En raison de la forte demande, des deuxième dates ont été ajoutées à des villes telles que Paris, Barcelone, Miami, Los Angeles et Mexico.
À Mexico, le spectacle s'est vendu dans les deux jours suivant sa mise en vente, faisant de Shakira la deuxième artiste féminine à vendre le stade Azteca à la suite de Gloria Estefan. Une semaine plus tard, une deuxième date a été ajoutée en raison de la demande écrasante, étant la première artiste féminine de l'histoire à ajouter une deuxième date consécutive dans ce stade. En Équateur, elle a battu le record précédemment détenu par Bruno Mars d'avoir vendu le plus de billets en période de pré-vente. Environ 12 000 fans auraient assisté au spectacle d'ouverture à Hambourg. D'après Salva (en), le producteur de musique et DJ en charge d'être l'acte d'ouverture de la plupart des concerts européens, la participation à la nuit d'Amsterdam a été de 20 000 personnes.
Les revenus de son concert à Bcharré au Liban, se sont élevés à 2 000 000 USD d'après certains médias libanais. À New York, elle est la première artiste latine à remporter plus de 2 millions de dollars en une seule nuit dans une arène, de l'histoire des concerts américains (deuxième, après le concert de Romeo Santos au Yankee Stadium de 2014). À Miami et à Los Angeles, elle est la seule artiste féminine à avoir porté deux spectacles à la fois dans l'American Airlines Arena et dans The Forum  en 2018. Avec les deux spectacles à Miami, cela prolonge son record du plus grand nombre de concerts dans l'American Airlines Arena; avec plus de 9 spectacles depuis Tour of Mongoose, plus que n’importe quel artiste. Selon Billboard, les deux soirées à guichets fermés à Miami étaient les plus importantes dates en 2018 avec près de 3 millions de dollars. La tournée a rapporté plus de 135 millions de dollars à travers le monde.

## Dates et lieux des concerts
| Date               | Ville            | Pays                   | Lieu                                   | Première partie      | Affluence                     | Revenu        |
| ------------------ | ---------------- | ---------------------- | -------------------------------------- | -------------------- | ----------------------------- | ------------- |
| Europe             |                  |                        |                                        |                      |                               |               |
| 3 juin 2018        | Hambourg         | Allemagne              | Barclaycard Arena                      | Salva                | 15 840 / 16 000               | 1 172 035 $   |
| 5 juin 2018        | Cologne          | Allemagne              | Lanxess Arena                          | Salva                | 12 643 / 15 050               | 986 682 $     |
| 7 juin 2018        | Anvers           | Belgique               | Sportpaleis                            | Salva                | 20 000 / 20 000               | 1 400 900 $   |
| 9 juin 2018        | Amsterdam        | Pays-Bas               | Ziggo Dome                             | Salva                | 20 000 / 20 000               | 1 500 500 $   |
| 11 juin 2018       | Londres          | Royaume-Uni            | The O2                                 | Salva                | 14 119 / 17 804               | 1 203 810 $   |
| 13 juin 2018       | Paris            | France                 | AccorHotels Arena                      | Salva                | 32 000 / 32 000               | 2 235 262 $   |
| 14 juin 2018       | Paris            | France                 | AccorHotels Arena                      | Salva                | 32 000 / 32 000               | 2 235 262 $   |
| 17 juin 2018       | Munich           | Allemagne              | Olympiahalle                           | Salva                | 15 500 / 15 500               | 1 235 800 $   |
| 19 juin 2018       | Esch-sur-Alzette | Luxembourg             | Rockhal                                | Salva                | N/A                           | N/A           |
| 21 juin 2018       | Milan            | Italie                 | Mediolanum Forum                       | Salva                | 11 270 / 12 000               | 1 000 900 $   |
| 22 juin 2018       | Zurich           | Suisse                 | Hallenstadion                          | Salva                | 13 893 / 13 893               | 1 062 990 $   |
| 24 juin 2018       | Bordeaux         | France                 | Bordeaux Métropole Arena               | Salva                | 14 000 / 14 000               | 1 300 800 $   |
| 25 juin 2018       | Montpellier      | France                 | Sud de France Arena                    | Salva                | 14 800 / 14 800               | 1 458 950 $   |
| 28 juin 2018       | Lisbonne         | Portugal               | Altice Arena                           | Salva                | 17 219 / 18 515               | 1 153 896 $   |
| 30 juin 2018       | Bilbao           | Espagne                | Bizkaia Arena                          | Salva                | 13 000 / 13 200               | 1 145 000 $   |
| 1er juillet 2018   | La Corogne       | Espagne                | Coliseum da Coruña                     | Salva                | 16 780 / 16 780               | 1 275 863 $   |
| 3 juillet 2018     | Madrid           | Espagne                | WiZink Center                          | Salva                | 16 000 / 16 000               | 1 400 000 $   |
| 6 juillet 2018     | Barcelone        | Espagne                | Palau Sant Jordi                       | Salva                | 40 000 / 40 000               | 2 500 900 $   |
| 7 juillet 2018     | Barcelone        | Espagne                | Palau Sant Jordi                       | Salva                | 40 000 / 40 000               | 2 500 900 $   |
| Moyen-Orient       |                  |                        |                                        |                      |                               |               |
| 11 juillet 2018    | Istanbul         | Turquie                | Vodafone Park                          | N/A                  | 60 000 / 60 000               | 2 912 461 $   |
| 13 juillet 2018    | Becharré         | Liban                  | Cèdres de Dieu                         | N/A                  | 13 160 / 14 000               | 2 000 000 $   |
| Amérique du Nord   |                  |                        |                                        |                      |                               |               |
| 3 août 2018        | Chicago          | États-Unis             | United Center                          | Salva                | 21 170 /21 170                | 1 567 900 $   |
| 4 août 2018        | Détroit          | États-Unis             | Little Caesars Arena                   | Salva                | 18 500/ 20 000                | 1 450 090 $   |
| 8 août 2018        | Montréal         | Canada                 | Centre Bell                            | Salva                | 19 625 / 19 625               | 1 449 640 $   |
| 7 août 2018        | Toronto          | Canada                 | Scotiabank Arena                       | Salva                | 18 500 / 18 500               | 1 449 640 $   |
| 10 août 2018       | New York         | États-Unis             | Madison Square Garden                  | Salva                | 20 000 / 20 000               | 1 550 000 $   |
| 11 août 2018       | Washington       | États-Unis             | Verizon Center                         | Salva                | 19 300 / 19 3000              | 1 459 000 $   |
| 14 août 2018       | Orlando          | États-Unis             | Amway Center                           | Salva                | 16 000 / 16 000               | 1 234 900 $   |
| 15 août 2018       | Sunrise          | États-Unis             | BB&T Center                            | Salva                | 20 000 / 20 000               | 1 590 000 $   |
| 17 août 2018       | Miami            | États-Unis             | American Airlines Arena                | Salva                | 20 100 / 20 100               | 1 500 900 $   |
| 18 août 2018       | Miami            | États-Unis             | American Airlines Arena                | Salva                | 20 100 / 20 100               | 1 500 900 $   |
| 21 août 2018       | Dallas           | États-Unis             | American Airlines Center               | Salva                | 19 265/ 19 265                | 1 431 059 $   |
| 22 août 2018       | Houston          | États-Unis             | Toyota Center                          | Salva                | 18 500 / 18 500               | 1 400 000 $   |
| 24 août 2018       | San Antonio      | États-Unis             | AT&T Center                            | Salva                | 18 700 / 18 700               | 1 456 890 $   |
| 26 août 2018       | Phoenix          | États-Unis             | Talking Stick Resort Arena             | Salva                | 17 900 / 17 900               | 1 389 999 $   |
| 28 août 2018       | Inglewood        | États-Unis             | The Forum                              | Salva                | 20 067 / 20 067               | 1 600 000 $   |
| 29 août 2018       | Inglewood        | États-Unis             | The Forum                              | Salva                | 20 067 / 20 067               | 1 600 000 $   |
| 31 août 2018       | Anaheim          | États-Unis             | Honda Center                           | Salva                | 16 352 / 16 352               | 1 395 346 $   |
| 1er septembre 2018 | Las Vegas        | États-Unis             | MGM Grand Garden Arena                 | Salva                | 16 400 / 16 400               | 1 200 000 $   |
| 3 septembre 2018   | Inglewood        | États-Unis             | The Forum                              | Salva                | 20 067 / 20,067               | 1 600 000 $   |
| 5 septembre 2018   | San Diego        | États-Unis             | Valley View Casino Center              | Salva                | 16 000 / 16 000               | 1 200 000 $   |
| 6 septembre 2018   | San José         | États-Unis             | SAP Center                             | Salva                | 18 000 / 18 000               | 1 450 000 $   |
| 7 septembre 2018   | San Francisco    | États-Unis             | Bill Graham Civic Auditorium           | N/A                  | N/A                           | N/A           |
| 11 octobre 2018    | Mexico           | Mexique                | Stade Azteca                           | N/A                  | 200 000 / 200 000             | 20 400 000 $  |
| 12 octobre 2018    | Mexico           | Mexique                | Stade Azteca                           | N/A                  | 200 000 / 200 000             | 20 400 000 $  |
| 14 octobre 2018    | Guadalajara      | Mexique                | Stade 3 de marzo                       | N/A                  | 30 000 / 30 000               | 5 200 900 $   |
| 16 octobre 2018    | Monterrey        | Mexique                | Estadio Universitario                  | N/A                  | 40 000 / 40 000               | 8 550 000 $   |
| Amérique du Sud    |                  |                        |                                        |                      |                               |               |
| 18 octobre 2018    | Punta Cana       | République dominicaine | Hard Rock Hotel and Casino             | N/A                  | N/A                           | N/A           |
| 21 octobre 2018    | Sao Paulo        | Brésil                 | Allianz Parque                         | Cat Dealers          | 43 000 / 43 000               | 8 550 000 $   |
| 23 octobre 2018    | Porto Alegre     | Brésil                 | Arena do Grêmio                        | Cat Dealers          | 45 000 / 45 000               | 5 900 000 $   |
| 25 octobre 2018    | Buenos Aires     | Argentine              | Stade José-Amalfitani                  | Marko Silva          | 45 000 / 45 000               | 6 200 000 $   |
| 27 octobre 2018    | Rosario          | Argentine              | Estadio Gigante de Arroyito            | Marko Silva          | N/A                           | N/A           |
| 30 octobre 2018    | Santiago         | Chili                  | Estadio Nacional de Chile              | Francisca Valenzuela | 51 382 / 51 382               | 3 591 447 $   |
| 1er novembre 2018  | Guayaquil        | Équateur               | Estadio Modelo Alberto Spencer Herrera | Naíza                | 50 282 / 50 282               | 4 075 795 $   |
| 3 novembre 2018    | Bogota           | Colombie               | Simón Bolívar Park                     | Systema Solar        | N/A                           | N/A           |
| TOTAL :            | TOTAL :          | TOTAL :                | TOTAL :                                | TOTAL :              | 1 104 655 / 1 106 245 (99,8%) | 135 000 000 $ |